# Dasypoda dusmeti
Dasypoda dusmeti is een vliesvleugelig insect uit de familie Melittidae. De wetenschappelijke naam van de soort is voor het eerst geldig gepubliceerd in 1928 door Quilis.